# Liste der Biografien/Colp
Liste der Biografien |
Portal Biografien |
Personensuche
# |
A |
B |
C |
D |
E |
F |
G |
H |
I |
J |
K |
L |
M |
N |
O |
P |
Q |
R |
S |
T |
U |
V |
W |
X |
Y |
Z |
?
 
Ca |
Cb |
Cc |
Ce |
Ch |
Ci |
Cj |
Ck |
Cl |
Cm |
Cn |
Co |
Cr |
Cs |
Ct |
Cu |
Cv |
Cw |
Cy |
Cz
 
Coa–Cod |
Coe–Cok |
Col |
Com |
Con |
Coo–Coq |
Cor |
Cos |
Cot |
Cou |
Cov |
Cow |
Cox |
Coy |
Coz
 
Cola |
Colb |
Colc |
Cold |
Cole |
Colf |
Colg |
Colh |
Coli |
Colk |
Coll |
Colm |
Coln |
Colo |
Colp |
Colq |
Cols |
Colt |
Colu |
Colv |
Colw |
Coly |
Colz
Die Liste der Biografien führt alle Personen auf, die in der deutschsprachigen Wikipedia einen Artikel haben. Dieses ist eine Teilliste mit 9 Einträgen von Personen, deren Namen mit den Buchstaben „Colp“ beginnt.

## Colp

### Colpa
- Colpaert, Bart (* 1981), belgischer Triathlet
- Colpaert, Steve (* 1986), belgischer Fußballspieler
- Colpan, Metin, deutscher Unternehmer und Ingenieur
- Colpani, Andrea (* 1999), italienischer Fußballspieler

### Colpe
- Colpe, Carsten (1929–2009), deutscher Religionshistoriker, Iranist und Neutestamentler
- Colpet, Max (1905–1998), US-amerikanischer Schriftsteller, Drehbuchautor und Schlagertexter

### Colpi
- Colpi, Henri (1921–2006), Schweizer Regisseur, Drehbuchautor und Filmeditor
- Colpitts, Edwin H. (1872–1949), US-amerikanischer Elektro-Ingenieur
- Colpitts, Jamie († 2023), kanadischer Jazzmusiker (Gitarre)